# アルベール・ルブール
アルベール・ルブール（Albert Lebourg 、1849年2月1日 - 1928年1月6日）はフランスの印象派の風景画家である。

## 略歴
ノルマンディー、ウール県のモンフォール＝シュル＝リスル(Montfort-sur-Risle)に生まれた。はじめ建築に興味を持ち、ルーアンの高等美術学校で学んだ。1872年から1877年までアルジェの高等美術学校の美術教師を務めた。アルジェに病気静養で滞在したリヨン派の画家、ジャン・セーニュマルタン(Jean Seignemartin:1848-1875)と知り合った。セーニュマルタンの影響を受けて、印象派のスタイルで描き始めた。
フランスに戻り、パリで美術教師をするために1878年から2年間、ジャン＝ポール・ローランスのもとで学んだが、教師になることはできなかった。1878年にサロン・ド・パリに出品し、第4回の印象派展にも出展した。1883年のサロン・ド・パリで審査を通過した。
友人の勧めで1884年からオーヴェルニュを旅し、ポン＝デュ＝シャトーなどに滞在した。1886年にオーヴェルニュの風景画をサロン・ド・パリに出展した。1887年のベルギーの「20人展」や1890年の「国民美術協会」の第一回展覧会などに出展した。フランス)国民美術協会の会員となり、展覧会へ出展を続けた。
その後もフランス各地、スイス、オランダなどの風景画を残した。
1903年にレジオンドヌール勲章（シュバリエ）、1924年にレジオンドヌール勲章（オフィシエ）を受勲した。

## 作品

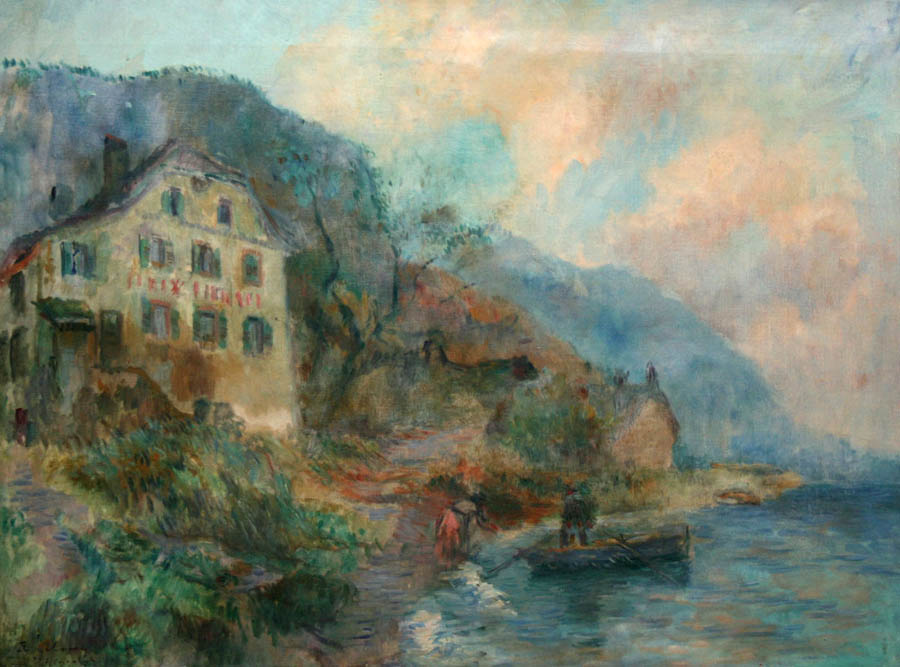
「ジュネーブの湖岸」
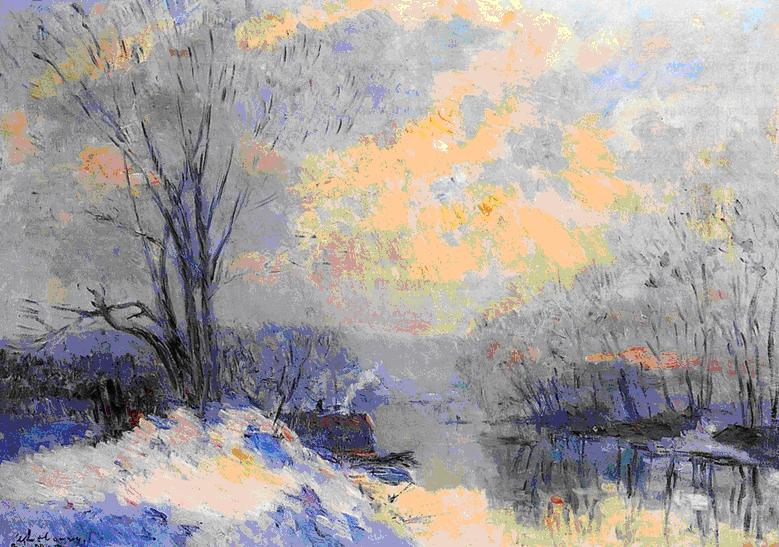
「雪の日のセーヌ川」
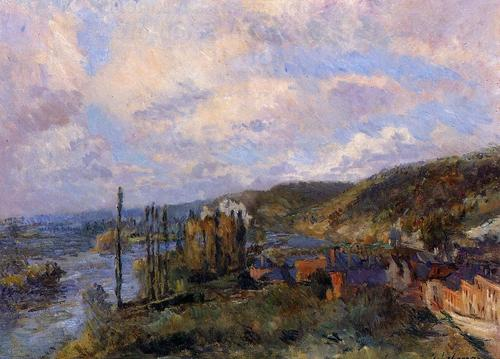
ルーアン近くの風景
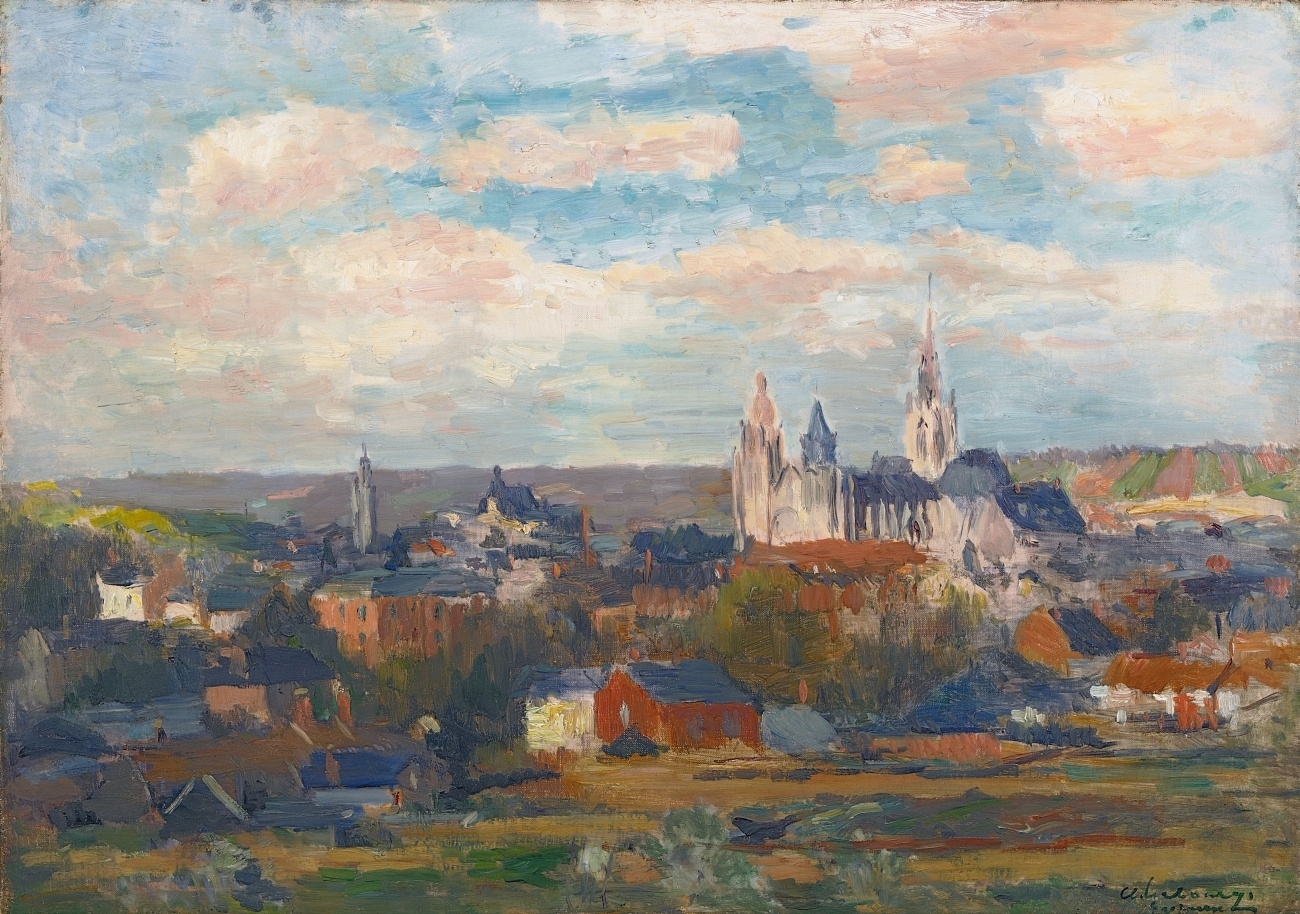
ノートルダム大聖堂の見える風景
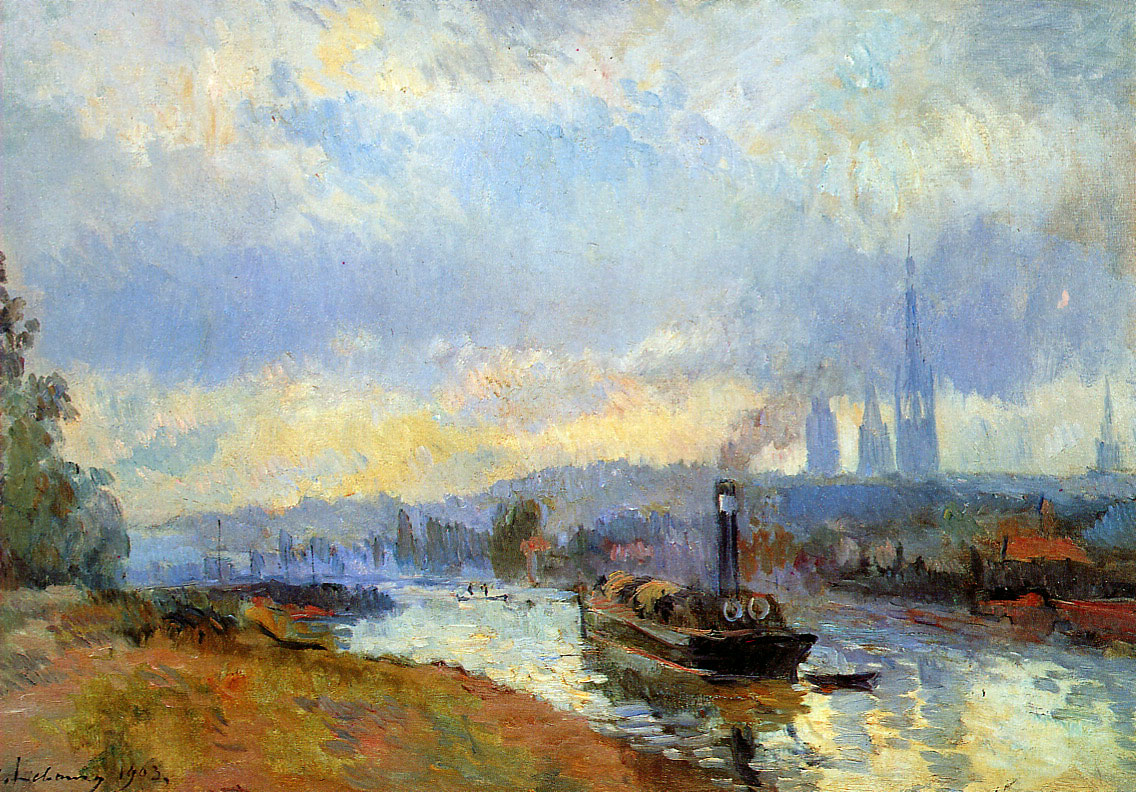
ルーアンの曳舟
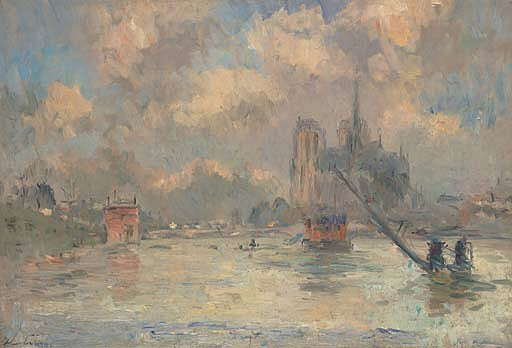
ノートルダム